# 小刺深海鰩
小刺深海鰩（學名：Bathyraja microtrachys），為軟骨魚綱鰩目單鰭鰩科深海鰩屬的一種，分布於東北太平洋加拿大卑詩省至加利福尼亞灣海域，深度1995至3000公尺，本魚上顎牙齒23-30排，下顎牙齒11-22排，背面均勻地覆蓋著細小的刺，背部均勻呈棕色，邊緣通常較暗，而腹鰭為白色，胸鰭和腹鰭為棕色，體長可達75公分，棲息在深海沙泥底質海域，為底棲性魚類，卵生，雌魚會產下帶有角的卵囊，深金棕色，有粗條紋和不規則的銼狀小齒，屬肉食性，生活習性不明。